# Bologna–Firenze-vasútvonal
A Bologna–Firenze-vasútvonal az olasz vasúti hálózat egyik fő összeköttetése, amely összeköti a Pó-síkság vasúthálózatát Toszkána és Közép-Olaszország vasútjaival az Appenninek alatt és közvetlen összeköttetést biztosít Bologna és Firenze között. Bologna–Firenze direttissima néven is ismert - a direttissima szó olaszul azt jelenti, legközvetlenebb vonal. Ez volt Olaszország első Direttissimája és legnagyobb mérnöki teljesítménye a huszadik század első felében, amely kiváltotta a 99 km hosszúságú régi Pistoia–Bologna-vasútvonalat.  Amikor 1934-ben megnyílt, jelentősen lerövidítette a régi kanyargós vonalat, mely az Apenninek felett haladt Pistoia-n keresztül. Az új vasút a hegyláncot már alagúton át keresztezi, a 18,507 km hosszúságú Apennine-bázisalagúttal. Későbbi kiváltására épült a Bologna–Firenze nagysebességű vasútvonal, melyet 2009. december 5-én nyitották meg. Ez a vonal még rövidebb, csak 78,5 km hosszúságú, ebből 73,8 km alagútban fut.
A vasútvonal normál nyomtávolságú, 3 kV egyenárammal villamosított, kétvágányú, 97 km hosszúságú.

## Története
A Porrettana-vasútvonalat 1864 novemberében nyitották meg az Appenninek felett Bologna és Firenze között, Pistoia és Prato érintésével, a Pó-síkság (Milánó-Bologna- és az 1861-ben elkészült Bologna–Ancona-vasútvonal) és Toszkána vasútvonalainak összekötésére. Firenzét végül vasúton Perugia városon keresztül kötötték össze Rómával. A Porrettana vonal azonnal sikeressé vált, de bár jelentős mérnöki eredménynek számított, hamar kiderült, hogy nem elegendő kielégíteni a forgalmat. Egyetlen vágánnyal rendelkezett, meredek lejtőkkel. Az  Apennine-alagút is meredek lejtőn épült és a felfelé kapaszkodó gőzmozdonyok fojtó füstöt bocsátottak ki, ami miatt végül extra szellőző aknákat és ventilátorokat telepítettek az alagútban.
Különböző projekteket dolgoztak ki az Appennineken való további átkelésére, 1892-ben megnyílt a pontremoli vonal La Spezia és Parma között, amely alternatív útvonalat biztosított Rómától Milánóig. A Faentina vonalat 1893-ban nyitották meg Firenzétől Faenzáig, mint másik alternatív útvonalat. Ezek a vonalak azonban ugyanazon alapproblémától szenvedtek: hegyi vonalak voltak, amelyek egyetlen, kanyargós pályából álltak és télen a hó tovább nehezítette a közlekedést rajtuk. Az idő múlásával nőtt a forgalom és a hosszú alagutak fúrásával kapcsolatos technikai szakértelem is nőtt, így lehetővé vált a közvetlenebb útvonalak elképzelése csökkentett emelkedőkkel.
1882-ben a Porrettana tervezőjét, Jean Louis Protche-t számos intézmény megbízta több projekt megvizsgálásával, köztük egy 1871-ig visszanyúló projekttel, amelyet Antonio Zannoni mérnök javasolt, és amely egy keletibb útvonalat javasolt az új vonalnak az emelkedők csökkentésének érdekében. Protche kissé más utat választott a Setta és a Bisenzio folyók völgyein keresztül, csatlakozva a meglévő Prato-vonallal, és egy 18 032 m-es alagutat képzelt el az Appenninek alatt. Vasútvonalának teljes függőleges emelkedése 328 m lett volna, maximális lejtése pedig csak 12 ezrelék.
1902-ben létrehozták a Colombo Bizottságot, hogy megvizsgálja Protche és Zannoni javaslatait más mérnökök, Sugliano, De Gaetani, Naldoni és Mercanti javaslataival együtt. 1908-ban a kormány 150 millió líra költségvetést engedélyezett a projekt tanulmányainak elkészítésére és annak felépítésére. A Direttissima végső útvonalának jóváhagyásáról azonban 1911-ig folytatták a vitát. A projektet ezután kétvágányú vasútvonalként hagyták jóvá, villamos vontatással, nagyobb távolságban elhelyezkedő állomásokkal, 31 alagút építésével - amelyek együtt a vonal 37%-át teszik ki - és számos híddal.

## Építése
Az építkezés 1913 és 1934 között történt, amelyet az Első világháború, gazdasági- és politikai válságok és a munka bonyolultsága lassított. A munkát gyakran instabil földterületen kellett elvégezni, és az alagutakat nagyrészt agyag- és homokrétegeken keresztül kellett megépíteni, amelyek gyenge talajok az alagútépítésekhez az alagút instabilitása és az agyag duzzadási hajlama miatt. Mielőtt a 18,5 km hosszú Apennine-bázisalagút építését meg lehetett volna kezdeni, két ideiglenes, 950 mm nyomtávolságú kisvasutat kellett építeni, egyet Sasso Marconiben, a Setta völgyében az alagút északi bejáratánál és egyet Paratoban a Bisenzio völgyében az alagút déli bejáratánál. Az északi bejárattól kötélpályát is építettek, hogy szállíthassák az építőanyagokat a Castiglione dei Pepoli város alatt található alagút közepéhez, a Cà di Landinóban épített munkaterületre. Cà di Landino-t két további, mindkettő több mint 500 méter hosszúságú, alagút kötötte össze az Apennine-alagúttal 27 fokos szögben. Ezeket az előzetes munkákat 1920-ban fejezték be, majd megkezdték az Appennine-alagút építését, ami további 11 évig tartott. A munkákat metángázszivárgások lassították, amelyeket általában ellenőrzött robbanásokkal hatástalanítottak, és csak négy okozta a munka komolyabb megszakítását. Másrészt viszont a robbantással meggyújtott gáz súlyos tűzhöz vezetett az alagút ideiglenes felfelé vezetésére szolgáló farészekben, amelyek két és fél hónapig égtek, mire sikerült vízzel eloltani. További négy és fél hónapig tartott az alagút javítása, amelynek során a munkálatok az égett szakaszon túl is folytak, ahova egy elkerülő alagút vezetett.
Összesen 97 munkás halt meg a vasút építése során, legtöbben a központi alagútban. A túlélők közül sokakat szilikózis sújtott. Másrészt viszont felélesztette a szegény hegyvidéki falvakat, amelyek lakói egyébként emigrációra kényszerülhettek volna. 1934. április 22-én a vonal végül megnyílt a forgalom előtt, és forradalmasította Olaszország közlekedési rendszerét, akárcsak a Porrettana vasút 70 évvel ezelőtt.

## Az új vonal
Az új vasútvonal "modern" vonalként épült, kétvágányú, villamos vontatással és nagysugarú ívekkel, jó átmenetekkel. A Porrettana vonallal összehasonlítva a vasútvonal 131-ről 97 kilométerre rövidült; legnagyobb meredeksége 1,2 százalék volt, szemben a régi vonalon mért 2,6 százalékkal. A vonal teljes emelkedését és süllyedését a Porrettana vonalhoz képest 616 méterről 322 méterre csökkentették. Az új vonal maximális sebessége 180 km/h volt, szemben a régi vonal 75 km/h-jával.
A Bologna és Firenze közötti minimális utazási idő öt óra volt, amikor a Porrettana vonal 1864-ben megnyílt, de az Első világháború után három órára, 1927-ben pedig 2 és fél órára csökkentették ezt a Porrettana vonal villamosításával. Ezzel szemben az új vonalon az expressz vonatok 75 perc alatt teljesítették a teljes távot, amikor megnyílt; ma a leggyorsabb vonatnak 55 perc szükséges Bologna és Firenze között.
Mivel 2009-ben megnyílt a még újabb nagysebességű vonal a direttissima mellett, amely szinte teljes egészében alagútban fut, és amely tovább csökkentette az utazási időt akár 37 percre, a vonal elvesztette vezető szerepét Bologna és Firenze összekapcsolásában, bár továbbra is fontos kapcsolat Bologna és Prato között. A vonal fontos szolgáltatást nyújt a Setta és Savena völgy önkormányzatai számára is a Servizio Ferroviario Metropolitano di Bologna (Bologna Metropolitan Railway Service) projekt részeként. A projekt részeként 2013. június 9-én megnyílt a bolognai Mazzini állomás.

## Képek

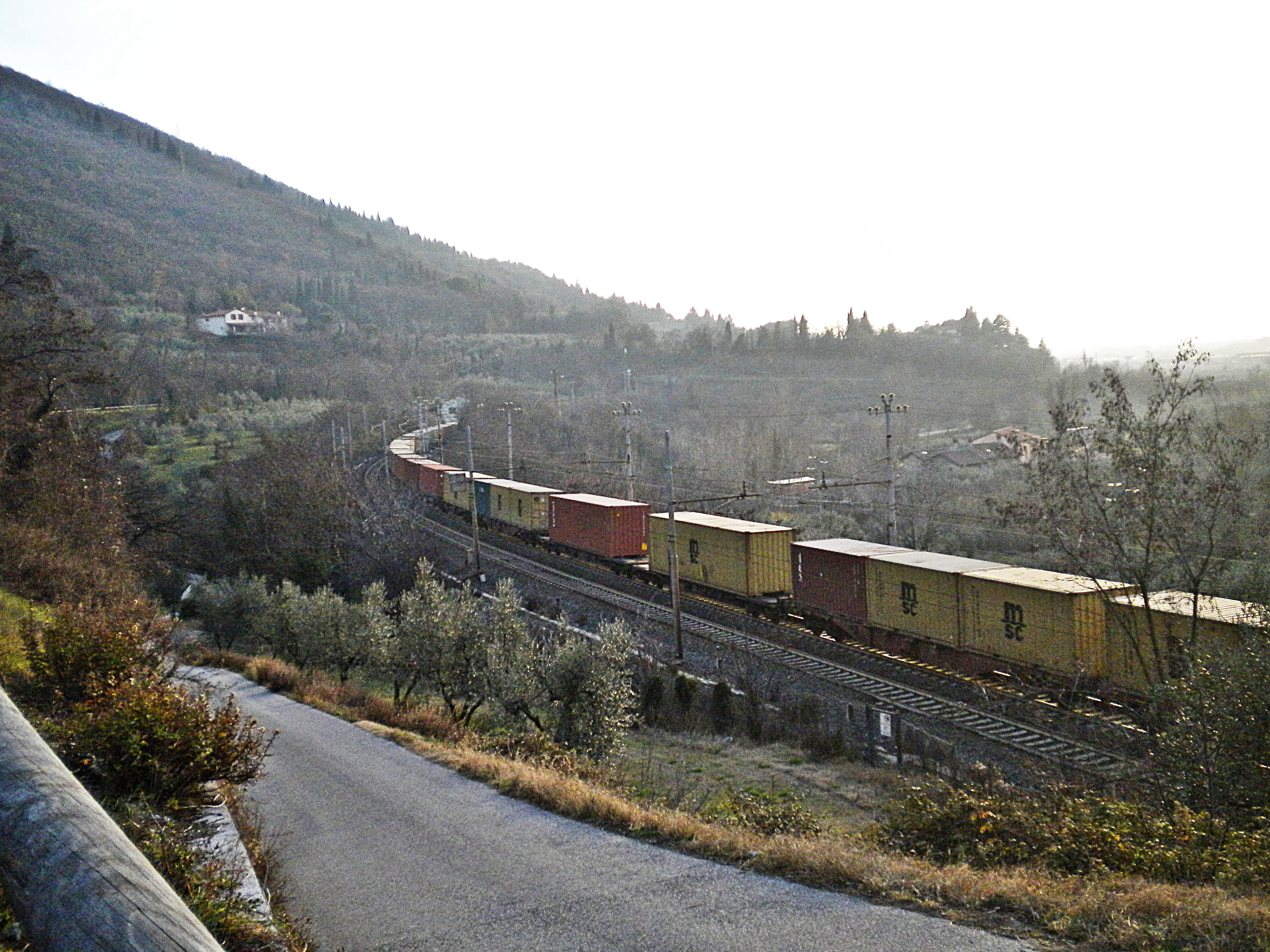
Tehervonat a vonalon
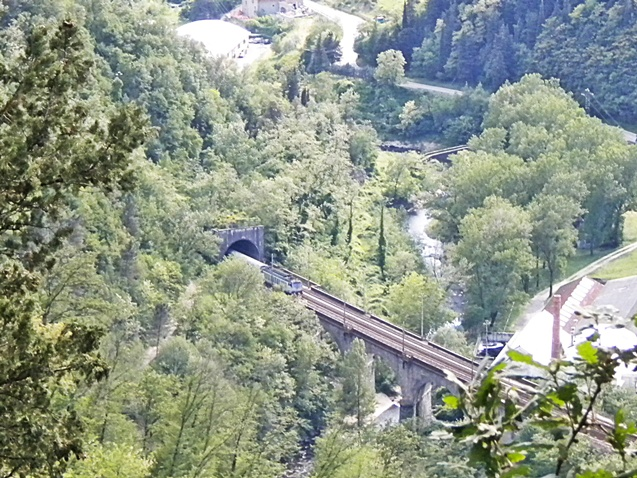
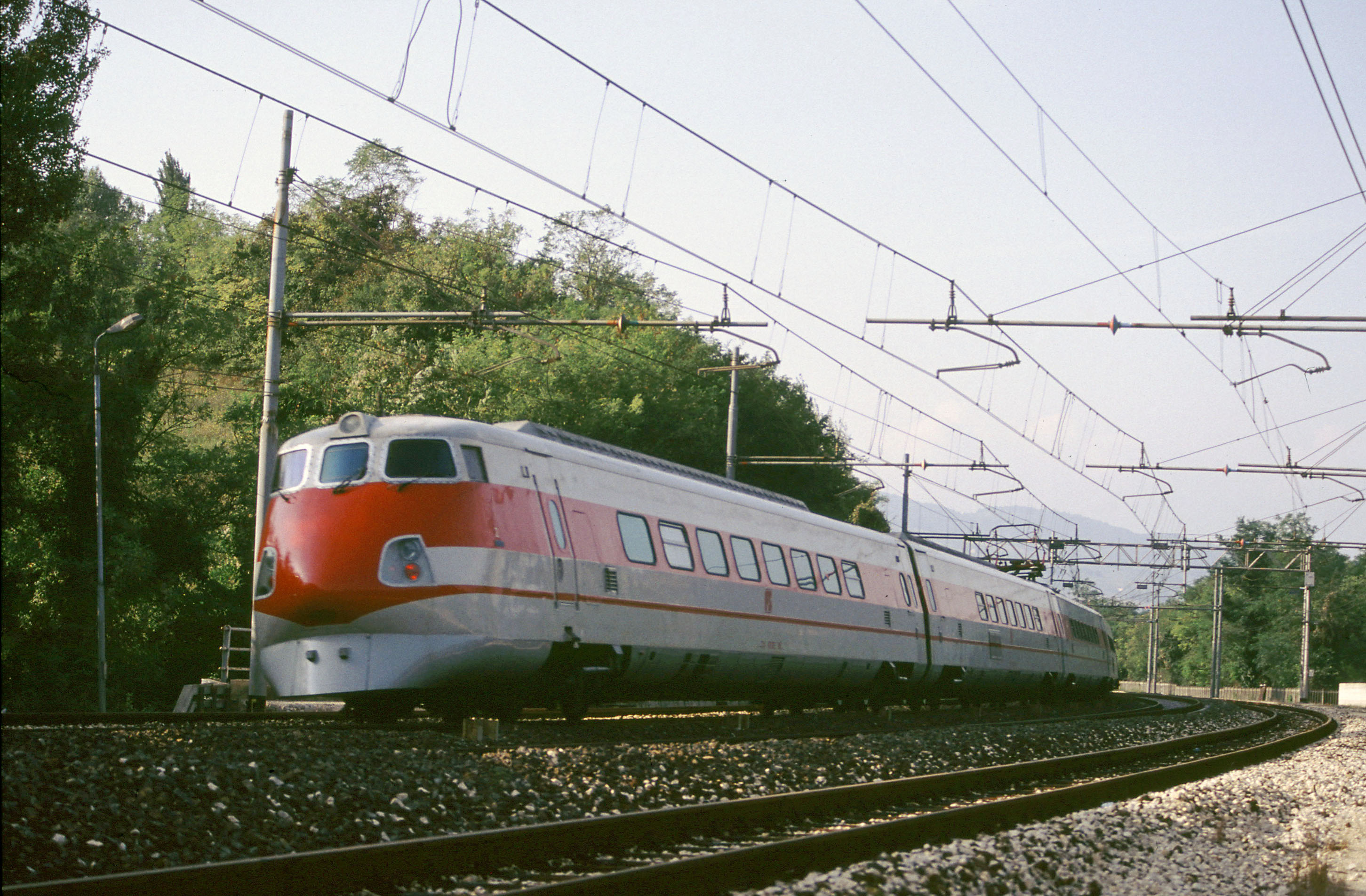
ETR 450 sorozatú motorvonat a vonalon
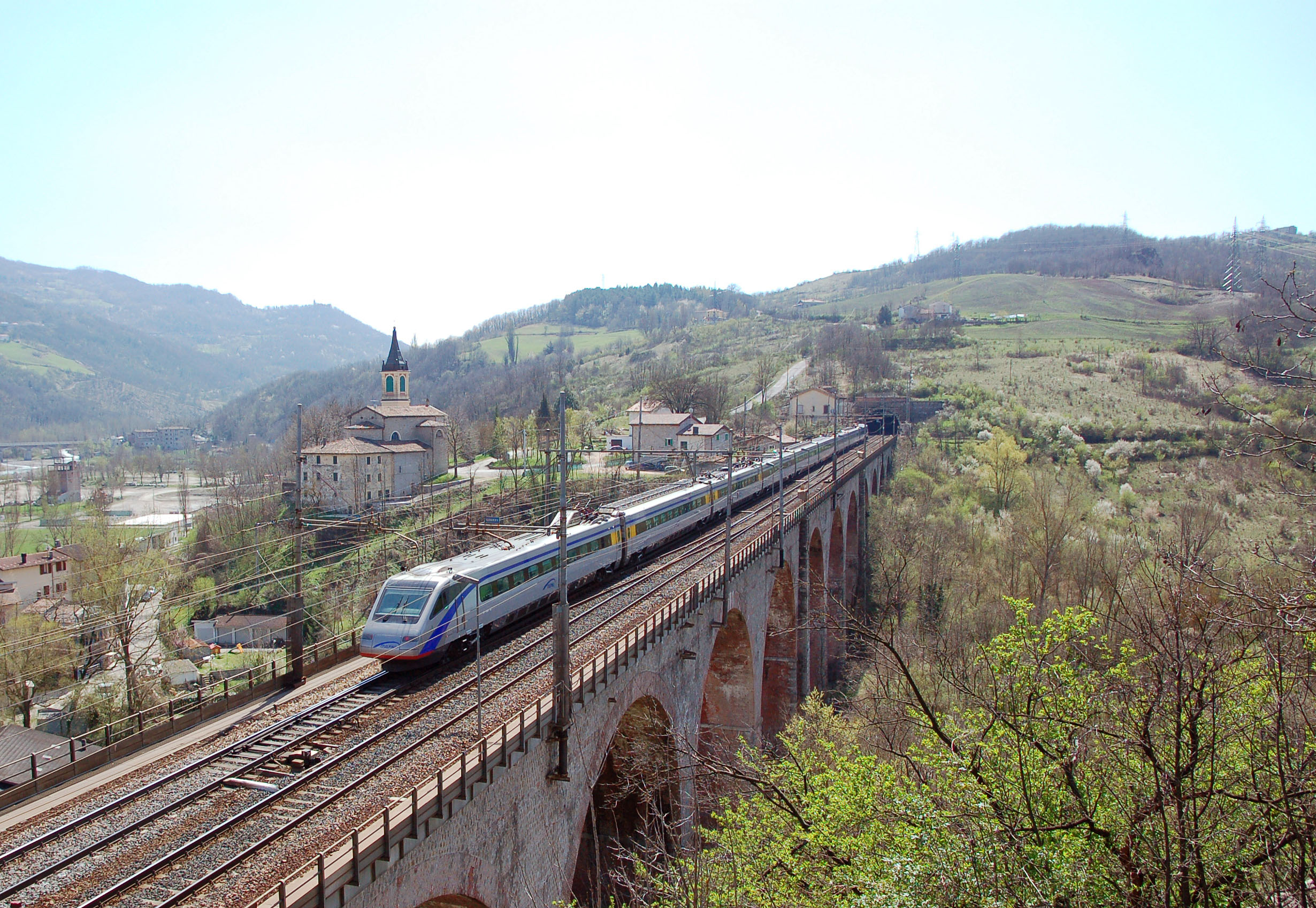
ETR 470 sorozatú motorvonat a vonalon
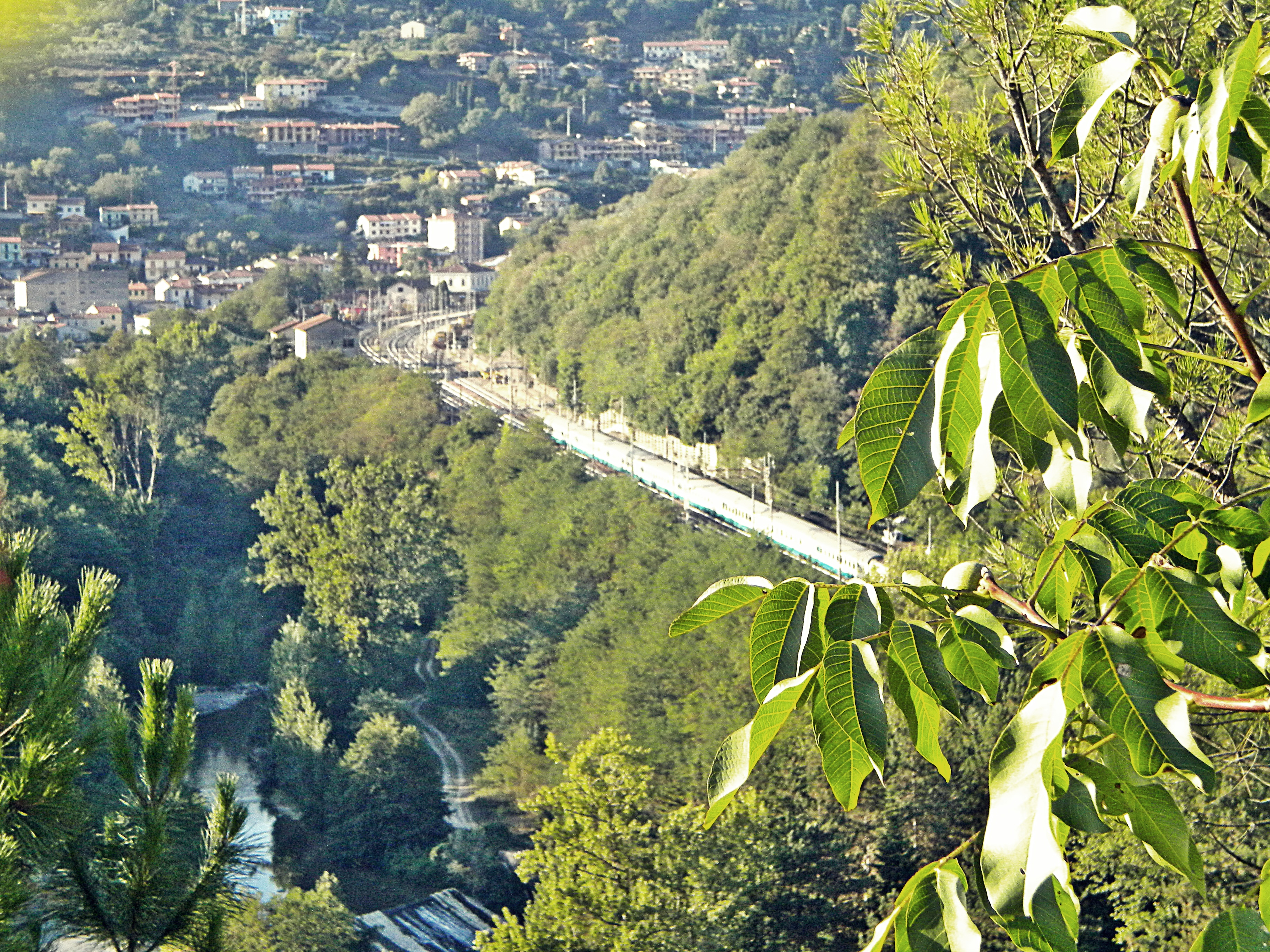
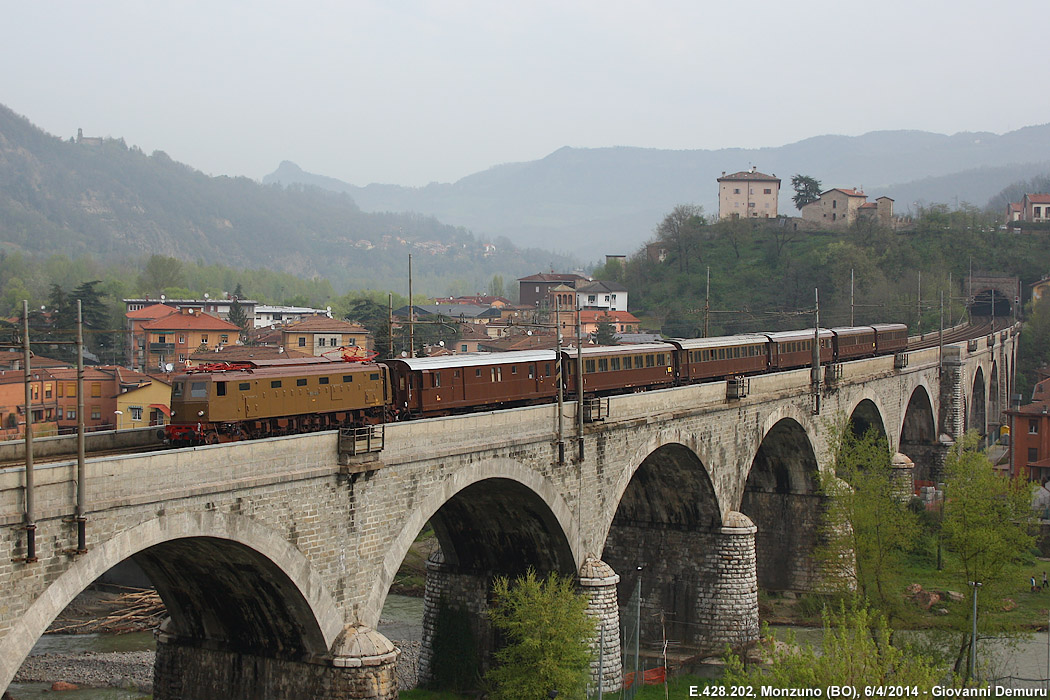
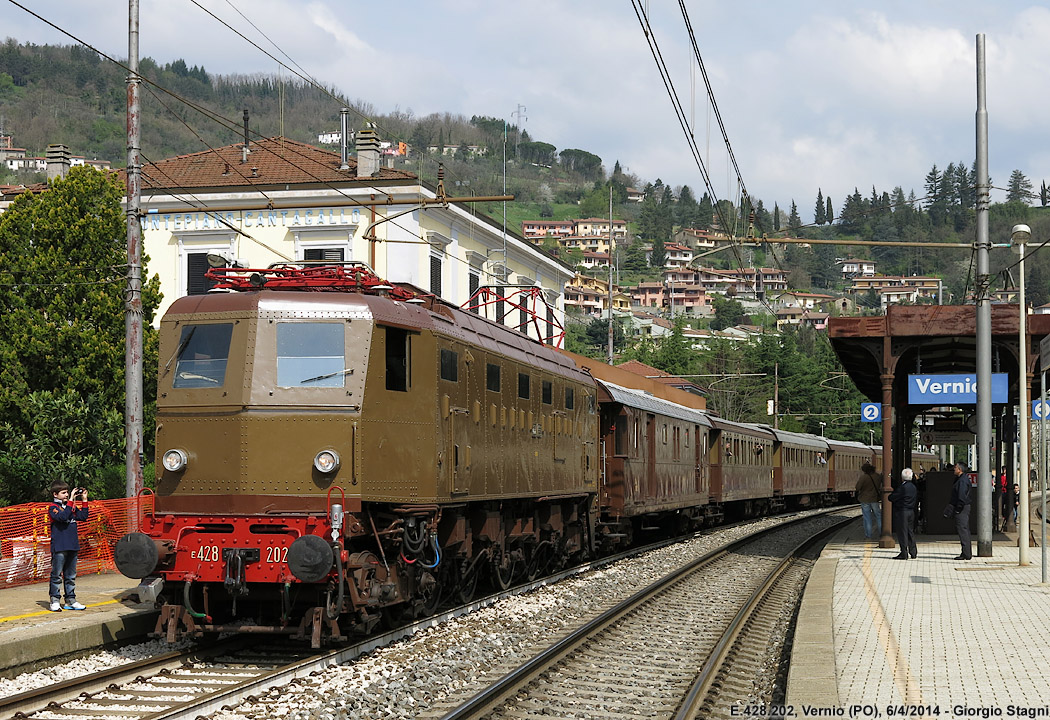
Nosztalgiavonat a vonal megnyitásának 80. évfordulóján
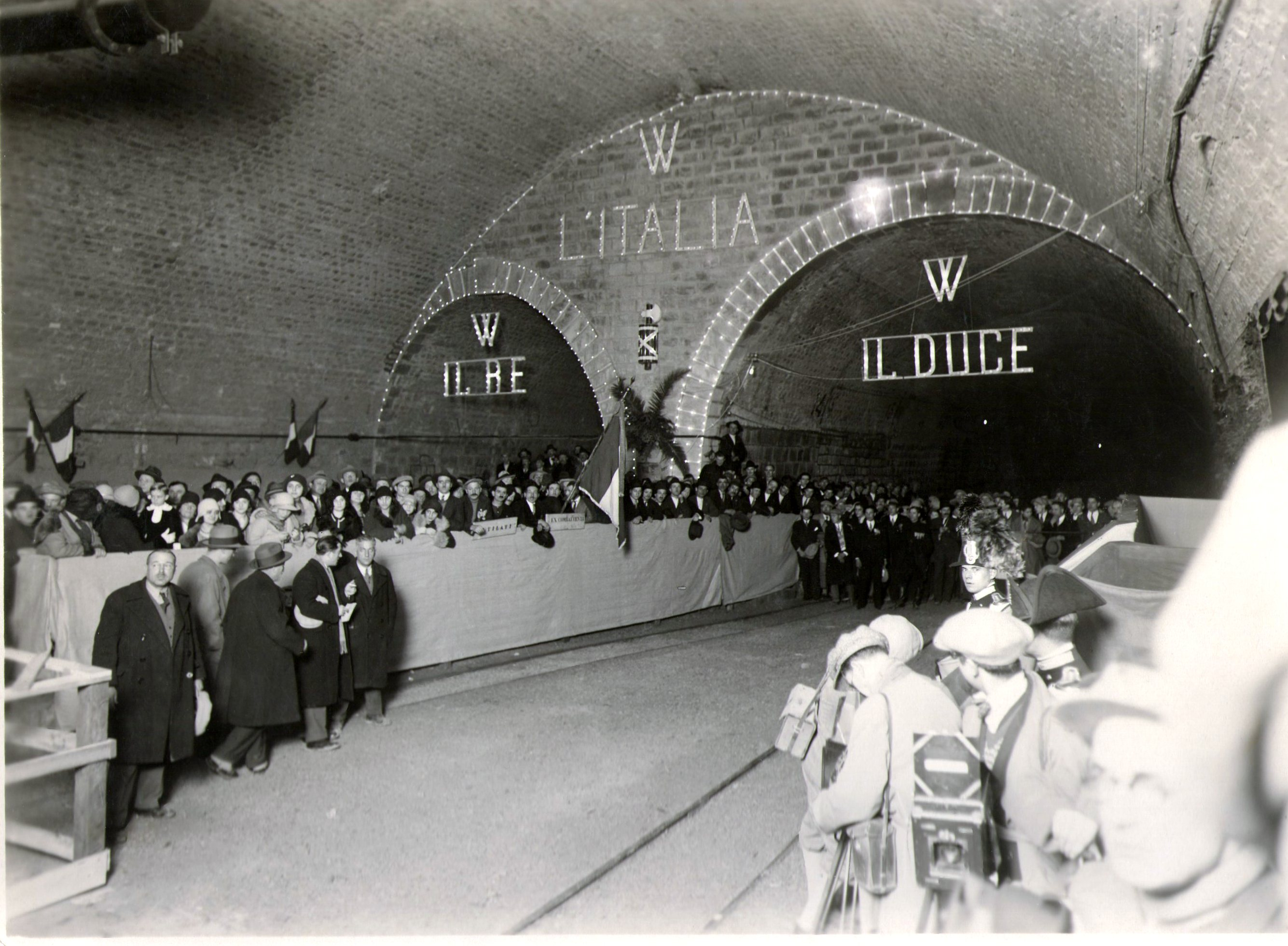
Az Apennine-bázisalagút